# Más que un amigo
Más que un amigo fue una canción del álbum de estudio Timbiriche VII de la banda mexicana Timbiriche en 1987. La canción fue interpretada por Thalía.

## La canción
La canción habla sobre una chica que olvidará los malos ratos escuchando mil veces la misma canción, tampoco quiere saber de reglas de etiqueta, y al parecer está confesando su amor por alguien, de ahí el nombre de la canción, porque siempre cuenta con su ayuda y todo le resulta fácil si se encuentra a su lado.

Hay ¡amigos! y amigos, hay amigos que son amigos, pero hay amigos a los que se les tiene un cariño muy especial, a los que se les puede confiar todo, estos amigos son muy importantes y el chavo que quiero tanto para mí es más que un amigo
Thalia en el especial navideño

## Charts
| Chart (2006-2007)     | Peak position |
| --------------------- | ------------- |
| Latin America Top 100 | 40            |
| México Top 100        | 17            |

- Datos: Q5935290